# Jean Gijsberto de Mey van Streefkerk (1754-1844)

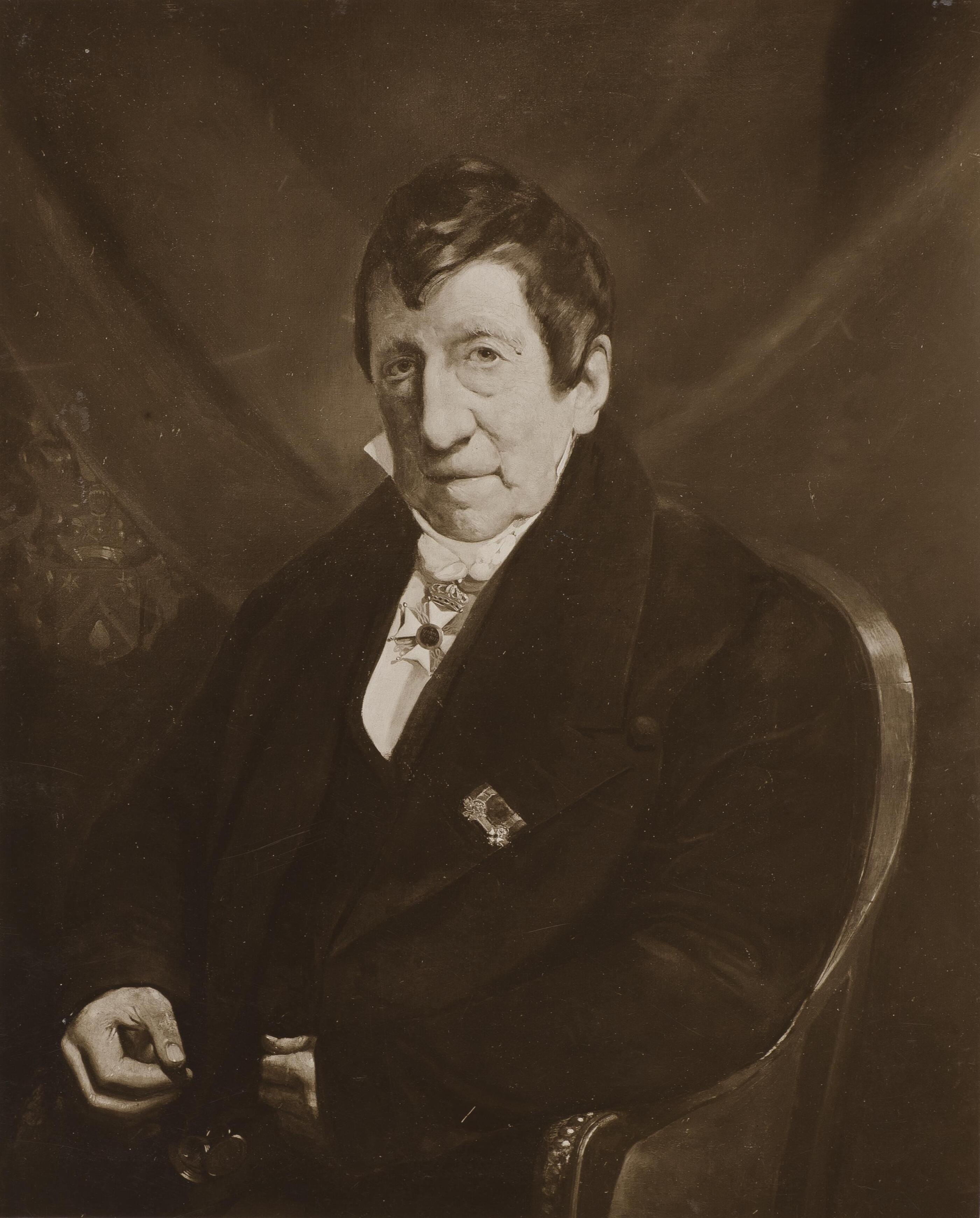
J.G. de Mey van Streefkerk

Jean Gijsberto de Mey van Streefkerk, heer van Souburg (1789-1792), Streefkerk en Nieuw-Lekkerland (Leiden, 10 juli 1754 - aldaar, 20 december 1844) was een Nederlands bestuurder.

## Loopbaan
Van 1771 tot 1775 studeerde De Mey rechten aan de Universiteit van Leiden. Van 1788 tot 1799 was De Mey schepen in Leiden. Hierna werd hij raadsheer in Haarlem bij het gerechtshof van het departement Texel. Na drie jaar werd het gerechtshof opgeheven en De Mey keerde terug naar Leiden. In 1805 werd hij daar raadslid.
In 1814 was De Mey lid van de Vergadering van Notabelen namens de Monden van de Maas. Bij de universiteit werd De Mey in 1815 lid van het College van Curatoren.
De Mey werd in 1820 een van de drie dienstdoende burgemeesters van Leiden. Nadat in 1824 het college van burgemeesters reglementair werd teruggebracht tot één functie, werd De Mey benoemd tot de enige burgemeester, een functie die hij tot 1843 vervulde. Van 1818 tot 1839 was hij namens Leiden lid van de Provinciale Staten van Holland.
In 1843 vroeg De Mey eervol ontslag aan als burgemeester en curator. Hij overleed in 1844 op 90-jarige leeftijd en werd begraven op de begraafplaats Groenesteeg.

## Familie
De Mey werd in Leiden geboren als telg uit het geslacht De Mey en als zoon van mr. Jacob Jan de Mey, heer van Streefkerk (1724-1769), veertigraad en schepen van Leiden, en Johanna Rosina Jacoby (1726-1777). Hij trouwde op 18 juli 1781 met Margaretha Maasdam (1761-1784), met wie hij twee kinderen kreeg. Margaretha overleed echter al in 1784, en op 27 mei 1789 hertrouwde De Mey met Petronella Magdalena Gerlings (1768-1838) met wie hij zes kinderen kreeg. In 1841 overleed zijn zoon mr. Jean Gijsberto baron de Mey van Streefkerk (1782-1841).

## Adelsbesluiten
De Mey werd in 1826 verheven in de Nederlandse adel en verkreeg zo het predicaat van jonkheer; twee dagen na zijn verheffing in de adelstand verkreeg zijn zoon de titel van baron bij eerstgeboorte.